# Ernst Wilhelm von Brücke

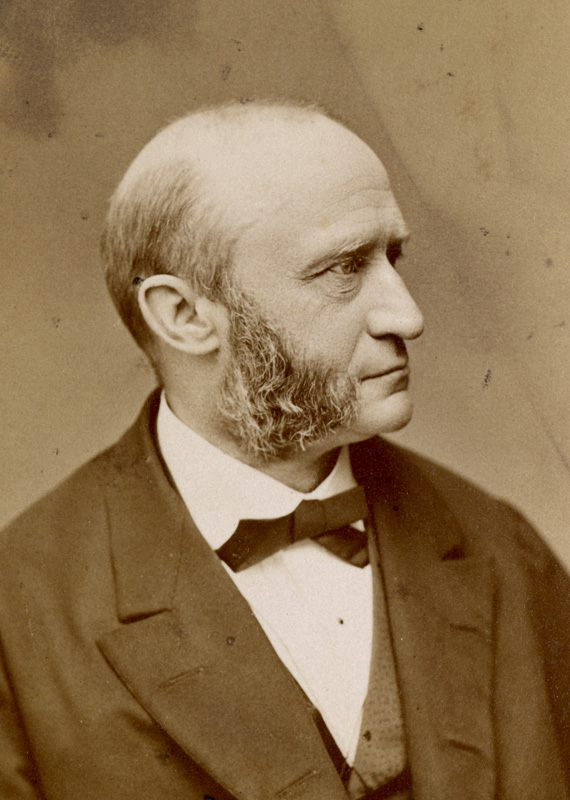
Ernst Wilhelm Ritter von Brücke, um 1873

Ernst Wilhelm Brücke, seit 1873 Ernst Wilhelm Ritter von Brücke (* 6. Juni 1819 in Berlin, Königreich Preußen; † 7. Januar 1892 in Wien, Österreich-Ungarn), war ein deutscher Physiologe.

## Leben
Ernst Wilhelm Brücke, kurz auch Wilhelm Brücke, wurde als Sohn des Historienmalers Johann Gottfried Brücke (1796–1873) und der Stralsunder Bürgerstochter Christine Müller in Berlin geboren. Als seine Mutter 1822 starb, nahm ihn der Superintendent Karl Ludwig Droysen (1756–1831) – ein ferner Verwandter mütterlicherseits – in sein Haus auf. Er ging in Stralsund auf das Gymnasium und studierte ab 1838 Medizin an der Universität Berlin, der Universität Heidelberg und wieder in Berlin, wo er 1842 bei dem (Vergleichenden) Anatomen und Meeresbiologen Johannes Müller mit einer Arbeit über Diffusionsvorgänge promoviert wurde. Während der 1843 begonnenen Assistentenzeit ebenfalls bei Müller gelang ihm 1844 die Habilitation (Privatdozentur) und er lehrte ab 1846 Anatomie an der Akademie der bildenden Künste in Berlin. In dieser Zeit schloss er enge Freundschaften mit dem Mediziner Emil Du Bois-Reymond, dem Physiker Hermann von Helmholtz und dem Anatomen Carl Ludwig. Noch bis 1849 erschienen seine Publikationen in Johannes Müllers Archiv. Am 14. Januar 1845 gründete er zusammen mit Emil Du Bois-Reymond und anderen Schülern des Physikers Heinrich Gustav Magnus die Physikalische Gesellschaft zu Berlin. Aus dieser Gesellschaft ging später die Deutsche Physikalische Gesellschaft hervor.
Im Jahr 1848 wurde er als Nachfolger von Friedrich Burdach ordentlicher Professor für Physiologie in Königsberg, von 1849 bis 1890 war er, berufen durch Leo von Thun und Hohenstein, Ordinarius für Physiologie und mikroskopische Anatomie an der Universität Wien. Hier wirkte er an der Seite der für Wien prägenden medizinischen Wissenschaftler wie dem Anatom Joseph Hyrtl (1810–1894), dem Pathologe Carl von Rokitansky (1804–1878), dem Internisten Josef Skoda (1805–1881), dem Dermatologen Ferdinand von Hebra (1816–1880) und dem Chirurgen Theodor Billroth (1829–1894). Er selbst war Mitglied der Kerngruppe der berühmten Wiener Klinischen Medizin. Mit Hyrtl kam es dabei auch zu heftigen akademischen Auseinandersetzungen. In seiner Wiener Zeit schloss von Brücke auch eine enge Freundschaft mit dem Schriftsteller Friedrich Hebbel (1813–1863). Im Jahre 1849 wurde er Mitglied der Kaiserlichen Akademie der Wissenschaften in Wien. Sehr umfangreich waren die von ihm bearbeiteten Forschungsthemen und in deren Ergebnis die erfolgten Veröffentlichungen. So entwickelte er 1851 eine neue Präparierlupe, indem er zwei Linsen zu Vergrößerungszwecken zusammensetzte. So entstand die „Brück´sche Lupe“. Eines seiner Forschungsthemen war in dieser Zeit die Physiologie der Sprache. Im Ergebnis erschien 1856 das Werk Grundzüge der Physiologie und Systematik der Sprachlaute. Im Jahr 1857 stellte Brücke mit Hilfe der polarisationsmikroskopischen Untersuchung von (willkürlichen) Muskelfasern ein durch deren Querstreifung bedingtes verschiedenes optisches Verhalten der Substanzen beider Schichten fest. Seine Ergebnisse fasste er 1858 in dem Buch Untersuchungen ueber den Bau der Muskelfasern mit Huelfe des polarisirten Lichtes zusammen.
Bei der Beschäftigung mit der Zusammensetzung und Wirkungsweise des Protoplasmas kam er 1861 zu der Erkenntnis, dass das Protoplasma von Pflanzen und Tieren gleich ist, es Träger des Lebens und Wesens der Zelle ist. 1866 dann trat er mit der Schrift Physiologie der Farben für die Zwecke des Kunstgewerbes in die Öffentlichkeit. Sein Hauptwerk aber waren die „Vorlesungen über Physiologie“ die ab 1873 bis 1887 in insgesamt vier Auflagen erschienen.
In der Zeit seiner Wiener Schaffensperiode wurden ihm höchste Ehrungen, unter anderen die Ernennung zum wirklichen Hofrat und die Erhebung in den erblichen Ritterstand (1873), zuteil. Darüber hinaus war er 1879/80 Rektor der Universität Wien, der erste Nichtkatholik in diesem Amt. Er war Mitglied der kaiserlichen Akademie der Wissenschaften. Aus Berlin wurde er mit dem Orden Pour le Mérite der Friedensklasse ausgezeichnet. Im Jahr 1879 wurde er zum ständigen Mitglied des Herrenhauses des österreichischen Reichsrates ernannt. Er war seit 1852 Mitglied der Gelehrtenakademie Leopoldina, seit 1854 korrespondierendes Mitglied der Preußischen Akademie der Wissenschaften, seit 1861 Mitglied der Göttinger Akademie der Wissenschaften und seit 1873 auswärtiges Mitglied der Bayerischen Akademie der Wissenschaften.
Ernst Brücke gehörte mit Carl Ludwig und den wie Brücke aus Johannes Müllers anatomisch-physiologischen Institut hervorgegangenen „physikalischen Physiologen“ Hermann von Helmholtz und Emil Du Bois-Reymond zu den entschiedenen Verfechtern der Schule der organischen Physik, die Physiologie ausschließlich auf dem Boden der exakten Naturwissenschaften betreiben wollten und sich im dezidierten Gegensatz zur sogenannten „romantischen Physiologie“ oder zu älteren vitalistischen Strömungen sah. Berühmt ist in diesem Zusammenhang die Äußerung Du Bois-Reymond in einem Brief an Eduard Hallmann, in der es heißt: „Brücke und ich, wir haben uns verschworen, die Wahrheit geltend zu machen, daß im Organismus keine anderen Kräfte wirksam sind als die gemein physikalisch-chemischen.“
Brückes physiologisch-anatomische Arbeiten waren umfassend und erstreckten sich in Königsberg auf die Erforschung der Augenmuskulatur. Auch gelang es ihm, die Pupille zum Aufleuchten zu bringen. Seine anatomische Beschreibung des menschlichen Augapfels (1847) war Voraussetzung für Helmholtz’ Ophthalmoskop (Augenspiegel). In Wien traten Forschungen zur Verdauungsphysiologie, zur Wirksamkeit des Pepsins, zu Harn und Gallenfarbstoff sowie zur Blutgerinnung hinzu. In den vergleichenden zellphysiologischen Studien bewies er die Wesensgleichheit des Protoplasmas bei Pflanzen und Tieren. Im Anschluss an Max Schultze deutete Brücke das Protoplasma als bedeutenden Bestandteil der Zelle und diese 1860 mit Rudolf Virchow als Elementarorganismus des Lebendigen. Für lange Zeit richtungsweisend waren auch Studien zur Reizbewegung, die Brücke an Mimosa pudica vornahm. Weit über die Physiologie hinausweisend, aber doch immer von ihr geleitet waren schließlich seine philologisch-ästhetischen Arbeiten zu Phonetik, Versmaß und Farblehre sowie zu Bildender Kunst.
Zu seinen Schülern zählten u. a. Ernst Fleischl-Marxow und Sigmund Freud, sowie Vincenz Czerny und Ottokar von Chiari.
Sein Enkel war der österreichische Arzt und Physiologe Ernst Theodor von Brücke. Ernst von Brücke starb am 7. Januar 1892 in Wien.

## Schriften (Auswahl)
- 1847. Ueber das Leuchten der menschlichen Augen. In: Archiv für Anatomie, Physiologie und Wissenschaftliche Medicin. S. 225–227.
- 1848. Ueber die Bewegungen der Mimosa pudica. In: Archiv für Anatomie, Physiologie und wissenschaftliche Medicin. S. 434–455.
- 1852. Beiträge zur vergleichenden Anatomie und Physiologie des Gefässsystems. Denkschriften: Akademie der Wissenschaften Wien, Mathematisch-Naturwissenschaftliche Classe 3. S. 335–367.
- 1856. Grundzüge der Physiologie und Systematik der Sprachlaute für Linguisten und Taubstummenlehrer. C. Gerold & Sohn, Wien.
- 1858 Untersuchungen ueber den Bau der Muskelnfasern mit Huelfe des polarisirten Licht. In: Sonderabdruck aus den Denkschriften der kaiserlichen Akademie der Wissenschaften, Math.-Naturwis. Klasse. Band 15 (digitale-sammlungen.de).

- 1861. Die Elementarorganismen. In: Sitzungsberichte der Mathematisch-Naturwissenschaftlichen Classe der Kaiserlichen Akademie der Wissenschaften. Band 44 S. 381–406.
- Über eine neue Methode der phonetischen Transscription. Gerold, Wien 1863. (Digitalisat)
- 1864. Über den Nutzeffekt intermittierender Netzhautreizungen. Sitzungsher. K. Akad. Wissensch. Math.-Naturwiss. Klasse. Wien, 49, 128–153.
- 1866. Die Physiologie der Farben für die Zwecke der Kunstgewerbe. S. Hirzel, Leipzig. Digitalisat der 1. Auflage
- 1871. Die physiologischen Grundlagen der neuhochdeutschen Verskunst. C. Gerold & Sohn, Wien.
- 1873. Vorlesungen über Physiologie. Band 1 (4. Auflage, Wilhelm Braumüller Wien, 1885, archive.org).
- Bruchstücke aus der Theorie der bildenden Künste. Brockhaus, Leipzig 1877. (google.de).
- Schönheit und Fehler der menschlichen Gestalt. Braumüller, Wien 1891. (Digitalisat)
- Wie behütet man Leben und Gesundheit der Kinder? Braumüller, Wien und Leipzig 1892. (Digitalisat der 2. Aufl.)
- Untersuchungen über den Farbenwechsel des afrikanischen Chamäleons (1851–52). Herausgegeben von M. von Frey (= Ostwalds Klassiker. Band 43). Leipzig 1893, (archive.org).
- Pflanzenphysiologische Abhandlungen (1844–1862). Herausgegeben von A. Fischer (= Ostwalds Klassiker. Band 95). Leipzig 1898 (archive.org).